# Andrea Ablasser
Pour les articles homonymes, voir Ablasser.
Andrea Ablasser, née en 1983 à Bad Friedrichshall, est une femme médecin allemande spécialiste du système immunitaire, professeure associée à  l'École polytechnique fédérale de Lausanne.

## Biographie
Andrea Ablasser étudie la médecine à l'université Louis-et-Maximilien de Munich, complète ses études à l'université du Massachusetts et fait une partie de sa formation pratique à Harvard Medical School et à l'université d'Oxford. Sa thèse de doctorat  obtenue en 2010 porte sur  le domaine de l'immunothérapie contre le cancer.
Ayant obtenu son doctorat, Andrea Ablasser effectue ses recherches à l'université de Bonn. Elle travaille à l'Institut de chimie clinique et de pharmacologie clinique comme directrice d'un groupe de recherche junior jusqu'en 2013. Ses recherches portent sur les capteurs d'ADN qui permettent au système immunitaire inné de détecter si une cellule est infectée. Elle découvre qu'une nouvelle deuxième molécule messagère produite par un capteur d'ADN particulier alerte les cellules voisines quand elle rencontre un agent infectieux.
Andrea Ablasser est nommée professeure assistante à l'École polytechnique fédérale de Lausanne en  2014.  
En 2015, elle a publié des études sur la façon dont les bactéries tuberculeuses trompent le système immunitaire. En 2018, elle reçoit le prix Latsis, récompensant des scientifiques de moins de quarante ans travaillant en Suisse,  pour son travail sur la compréhension du système immunitaire, prix considéré comme l'un des plus importants prix scientifiques suisses. 

## Prix
- 2013 : prix Jürgen Wehland du Helmholtz Centre for Infection Research.
- 2014 : prix Paul-Ehrlich-et-Ludwig-Darmstaedter pour les jeunes chercheurs[5]
- 2018 : Prix Eppendorf pour jeunes chercheurs européens pour ses découvertes en immunité naturelle[6]
- 2018 : prix de la fondation Latsis pour son travail sur la compréhension du système immunitaire.
- 2021 : Médaille d'or de l'EMBO[7]
- 2024: Prix NOMIS[8]